# Thing (personaje)
The Thing (Benjamin Jacob "Ben" Grimm), traducido como la Cosa en España y la Mole en Hispanoamérica, es un superhéroe ficticio que aparece en los cómics estadounidenses publicados por Marvel Comics. El personaje es miembro fundador de Los 4 Fantásticos. Thing fue creado por el escritor y editor Stan Lee y el artista Jack Kirby, y apareció por primera vez en The Fantastic Four # 1 (noviembre de 1961).
El personaje es conocido por su característica apariencia rocosa, su sentido del humor y su famoso grito de batalla y eslogan: «¡Es hora de pelear!». Los patrones de habla de la Mole se basan libremente en los de Jimmy Durante. El actor Michael Bailey Smith interpretó a Ben Grimm en la película Los Cuatro Fantásticos de 1994, Michael Chiklis interpretó a Thing en la película de 2005 Los 4 Fantásticos y su secuela de 2007 Los 4 Fantásticos y Silver Surfer, mientras que Jamie Bell lo interpretó en 4 Fantásticos (2015). Ebon Moss-Bachrach interpretará al personaje para The Fantastic Four: First Steps (2025) ambientada en el Universo Cinematográfico de Marvel, al igual en Avengers: Doomsday (2026) y Avengers: Secret Wars (2027).

## Historial de publicaciones
Creado por el escritor y editor Stan Lee y el artista Jack Kirby, el personaje apareció por primera vez en The Fantastic Four #1 (noviembre de 1961). Kirby modeló el personaje a partir de sí mismo.
Además de aparecer en los Cuatro Fantásticos, la Cosa ha sido la estrella de Marvel Two-in-One, Strange Tales (con su compañero miembro de los Cuatro Fantásticos, la Antorcha Humana), y dos encarnaciones de su propia serie homónima, así como numerosos miniseries y one-shots.

### Strange Tales
Thing se unió a su compañero de los Cuatro Fantásticos y rival frecuente, Antorcha Humana, en Strange Tales # 124 (1964), que anteriormente presentaba aventuras en solitario de Antorcha Humana e historias de respaldo de Doctor Strange. El cambio tenía la intención de animar el cómic a través de la química siempre humorística entre la Antorcha y la Cosa. Fueron reemplazados en el n. ° 135 (1965) con la versión "moderna" de Nick Fury, Agente de S.H.I.E.L.D., que ya había aparecido en Sgt. Fury y sus Comandos Aulladores.

### Marvel Two-in-One(1974–1983)
Después de una prueba en 1973 en dos números de Marvel Feature, The Thing protagonizó la serie de larga duración Marvel Two-in-One. En cada número, Ben Grimm formaba equipo con otro personaje del Universo Marvel , a menudo un personaje oscuro o colorido. La serie ayudó a presentar personajes de la alineación de Marvel, al asociarse con la Cosa más reconocible. En 1992, Marvel reimprimió cuatro historias Two-in-One (#50, 51, 77 y 80) como una miniserie bajo el título The Adventures of the Thing. La serie fue cancelada después de 100 números y siete anuales para dar paso a una serie en solitario.

### The Thing(1983–1986)
La cancelación de Marvel Two-in-One condujo a la primera serie completamente en solitario de The Thing, que se publicó en 36 números. Fue escrito originalmente por John Byrne y más tarde, Mike Carlin. La serie también contó con el arte de Ron Wilson y más tarde de Paul Neary. Profundizó en la pobre infancia de Ben Grimm en la Calle Yancy en sus primeros números y relató la incursión posterior de The Thing en el mundo de la lucha libre profesional. También presentó una importante rama de la historia del evento Marvel's Secret Wars, en el que The Thing elige permanecer en el Battleworld de Beyonder después de descubrir que el planeta le permite volver a su forma humana a voluntad. Un tercio completo de las historias de la serie tienen lugar en Battleworld.

### 2002-presente
En 2002, Marvel lanzó The Thing: Freakshow, una miniserie de cuatro números escrita por Geoff Johns e ilustrada por Scott Kolins, en la que The Thing viaja por los Estados Unidos en tren, tropezando sin darse cuenta con un niño gitano deforme que una vez ridiculizó. cuando era adolescente, que ahora es la atracción principal súper fuerte de una compañía de monstruos de circo ambulantes. Más tarde descubre una ciudad llena de guerreros alienígenas Kree y Skrull que luchan por un bebé Vigilante.
En 2003, Marvel lanzó una miniserie de cuatro números escrita por Evan Dorkin e ilustrada por Dean Haspiel, The Thing: Night Falls on Yancy Street. La historia estaba más impulsada por los personajes que las historias que suelen presentar la Cosa. Tom Spurgeon encontró su perspectiva sobre las relaciones "deprimente".
Después del éxito del largometraje de los Cuatro Fantásticos de 2005 y los eventos en la serie de cómics que dieron como resultado que Grimm se convirtiera en millonario, la Cosa volvió a recibir su propia serie en 2005, La Cosa, escrita por Dan Slott y dibujada a lápiz por Andrea Di Vito y Kieron Dwyer. Fue cancelado con el número 8 en 2006.
The Thing era miembro de Los Nuevos Vengadores, cuando ese equipo debutó en su segunda serie homónima en 2010. Apareció como un personaje regular a lo largo de la serie New Avengers 2010-2013, desde el número 1 (agosto de 2010) hasta su edición final #34 (enero de 2013).
The Thing tuvo otra serie en solitario en 2021, escrita por Walter Mosely e ilustrada por Tom Reilly, que duró seis números. Una nueva serie limitada, Clobberin' Time, fue lanzada en 2023, escrita e ilustrada por Steve Skroce. La serie ve a Thing formando equipo con varios héroes.

## Biografía ficticia

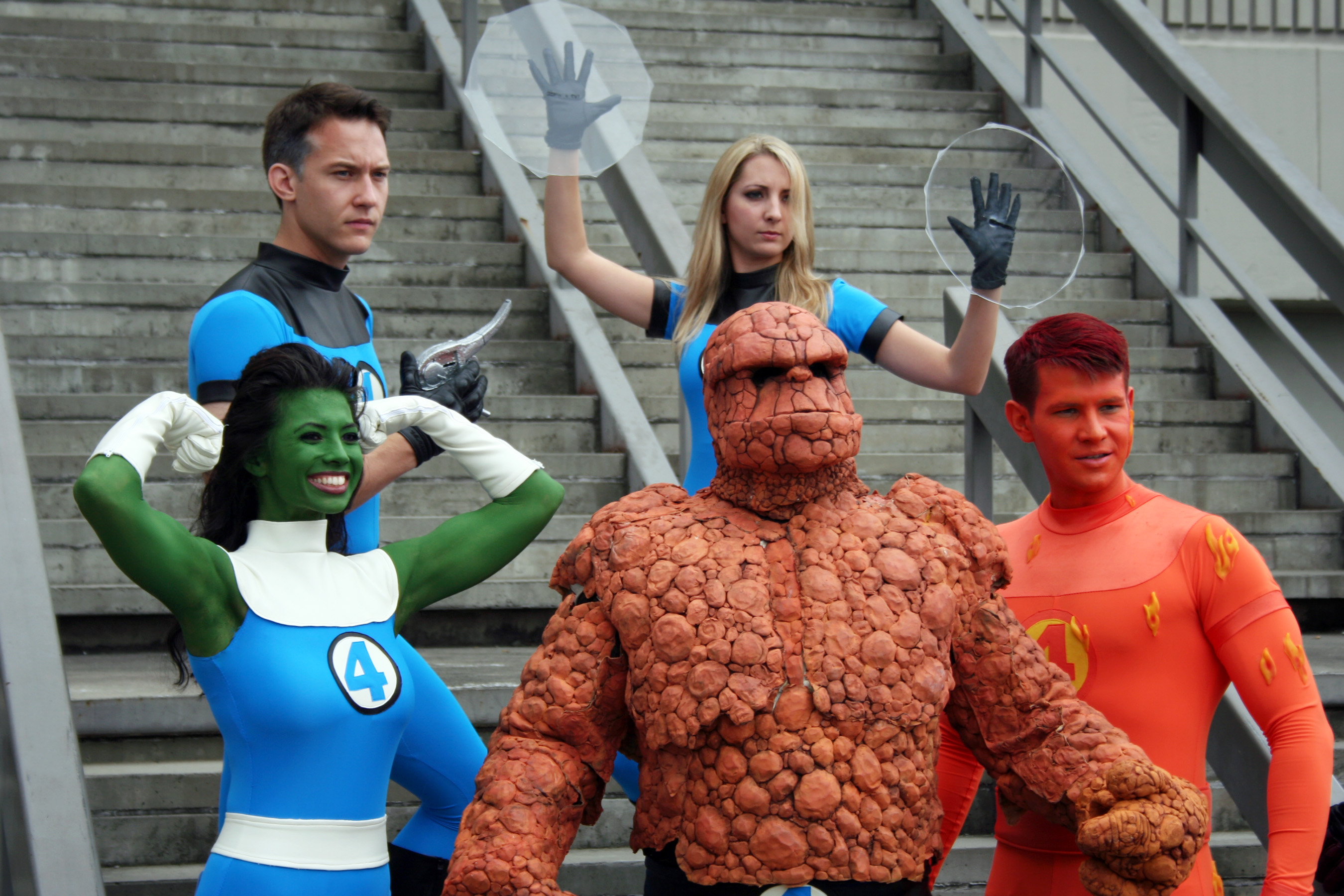
Cosplays of the Fantastic Four at the Dragon Con 2011

### Antecedentes
Nacido en la calle Yancy en el Lower East Side de la ciudad de Nueva York, en el seno de una familia judía, Benjamin Jacob «Ben» Grimm tuvo una infancia de pobreza y dificultades, lo que le convirtió en un pendenciero duro y conocedor de la vida de la calle. Su hermano mayor, Daniel, a quien Ben idolatraba, murió en una pelea callejera de pandillas cuando Ben tenía ocho años. Esta parte de la vida del personaje se inspira en la de Jack Kirby, que creció en la difícil Delancey Street y cuyo hermano murió cuando era joven, cuyo padre se llamaba Benjamin, y quien recibió el nombre de Jacob al nacer. Tras la muerte de sus padres, Ben fue criado por su tío Jake (que se había casado con una mujer mucho más joven, Petunia, que se convertiría en una referencia frecuente utilizada por el personaje hasta la muerte de ésta). Llega a liderar la pandilla de la Yancy Street en algún momento.
Sobresaliente en el fútbol americano como estudiante de secundaria, Ben recibió una beca completa para la Universidad Empire State, donde conoce a quien habría de ser su amigo de toda la vida, un genio adolescente llamado Reed Richards, así como a su futuro enemigo, Victor von Doom. A pesar de provenir de orígenes radicalmente diferentes, el estudiante de ciencias Richards, le describió a Grimm su sueño de construir un cohete espacial para explorar las regiones del espacio alrededor de Marte; Grimm acordó en broma que volaría tal cohete cuando llegara el día.
Los detalles de la historia de su vida se han modificado a lo largo de las décadas. Antes de las historias publicadas en la década de 1970, Grimm, después de obtener múltiples títulos avanzados en ingeniería, sirvió en el Cuerpo de Marines de los Estados Unidos como piloto de pruebas durante la Segunda Guerra Mundial. Estas aventuras son narradas en un grado limitado en Captain Savage and his Leatherneck Raiders # 7. Mientras está en el ejército, Nick Fury lo envía, junto a Logan y Carol Danvers en una misión secreta de vigilancia a Vladivostok. Después de esto, se convierte en astronauta de la NASA, y participa en los intentos de llegar a la Luna, ocurriendo en un momento antes de que cualquier nave espacial tripulada haya escapado de la órbita de la Tierra.

#### Religión
Siguiendo un tabú temprano en el mundo de los cómics de superhéroes en contra de revelar la religión de un personaje, el hecho de que Grimm sea judío no fue revelado explícitamente hasta cuatro décadas después de su creación, en la historia «Recuerdo de cosas pasadas» en Cuatro Fantásticos (Vol 3) # 56 (agosto de 2002), Marvel Comics. En esta historia, Grimm regresa a su antiguo vecindario para encontrar al Sr. Sheckerberg, un dueño de una casa de empeño que había conocido cuando era niño. Los flashbacks durante esta historia revelan la herencia judía de Grimm. Recita el Shemá, una importante oración judía a menudo recitada, sobre el agonizante Sheckerberg, que finalmente se recupera. En una historia posterior, Grimm acepta celebrar su Bar Mitzvah, ya que han pasado 13 años, la edad en que un niño judío celebra su Bar Mitzvah, desde que comenzó su «segunda vida» como la Cosa. Para celebrar la ceremonia, Grimm organiza un torneo de póquer para cada superhéroe disponible en el Universo Marvel.
En el 2004 Fantastic Four story "Hereafter Part 1: A Glimpse of God", Thing es asesinado por un arma de energía manejada por Reed Richards, pero vuelve a la vida en una historia gracias a la mano de Dios.
Fuera del universo, Jack Kirby presentó a la Mole en la tarjeta Hanukkah de 1976 de su familia.

### Thing
Algunos años más tarde, Reed Richards, para entonces un científico exitoso, una vez más hace contacto con Grimm. Richards ha construido su nave espacial, y le recuerda a Grimm su promesa de pilotar la nave. Después de que el gobierno le niega permiso para volar la nave espacial, Richards traza un vuelo clandestino pilotado por Grimm y acompañado por su futura esposa Susan Storm, quien ayudó a proporcionar fondos para el cohete, y el hermano menor de ésta, Johnny Storm, quien ayudó al grupo a ganar acceso al sistema de lanzamiento. Aunque reacio a volar el cohete, Ben es persuadido por Sue, por quien tiene una debilidad. Durante este viaje no autorizado a la atmósfera superior de la Tierra y los cinturones de Van Allen, son bombardeados por una tormenta de rayos cósmicos y expuestos a radiación contra la cual los escudos de la nave no ofrecen ninguna protección. Al estrellarse de vuelta contra la Tierra, cada uno de los cuatro descubre que ha desarrollado fantásticas habilidades sobrehumanas. La piel de Grimm se transforma en una gruesa y bultosa piel naranja, que gradualmente evoluciona hacia su cubierta rocosa ahora familiar compuesta por grandes placas rocosas. Richards propone que los cuatro se unan de nuevo para usar sus nuevas habilidades para el mejoramiento de la humanidad, y Grimm, en un momento de lástima por sí mismo, adopta el sobrenombre superheroico de la Cosa. El equipo se enfrenta con el Hombre Topo en su primera aparición.
Atrapado en su forma monstruosa, Grimm es un miembro infeliz pero confiable del equipo. Confía en que su amigo Reed Richards algún día desarrollará una cura para su condición. Sin embargo, cuando se encuentra con la escultora ciega Alicia Masters, Grimm desarrolla una resistencia inconsciente a ser transformado de nuevo a su forma humana. Temiendo inconscientemente que Masters prefiera que permanezca en la forma monstruosa de la Cosa, el cuerpo de Grimm rechaza varios intentos de Richards para restaurar su forma humana, por miedo a perder el amor de Masters. Grimm se ha mantenido como miembro incondicional de los Cuatro Fantásticos durante años. La Cosa primero luchó contra Hulk al principio de su carrera, con muchos otros enfrentamientos a lo largo de los años. No mucho después de eso, es revertido por primera vez a su forma humana, pero luego es restaurado a su forma de Cosa para luchar contra el Doctor Doom.
Grimm ha sido reemplazado temporalmente en el equipo dos veces. Primero, después de que Grimm perdió temporalmente sus poderes y revirtió a su forma humana, Reed Richards contrató a Luke Cage (luego usando el nombre en clave «Power Man») para que tomara su lugar hasta que Richards completó un traje de Cosa para Ben (sin embargo, Ben inesperadamente se transformó de vuelta en la Cosa más tarde).
Años más tarde, después de que Grimm eligiera permanecer en el Battleworld después de las «Guerras Secretas» a raiz de su aparente control sobre su transformación entre sus estados humano y mutante, le pidió a She-Hulk que lo reemplazara. Mr. Fantástico lo deja junto con el dispositivo necesario para que regrese a la Tierra cuando llegue el momento. El tiempo en Battleworld duró hasta que Ben eventualmente decidió regresar a casa tras derrotar a Ultrón y matar a su propio lado oscuro manifestado, Grimm el Hechicero. Una vez que se fue, el planeta no tuvo más razones para existir y se desintegró.
Al regresar a la Tierra, se entera de que Alicia se había involucrado sentimentalmente con su compañero Johnny Storm durante su ausencia (eventualmente se revela que esta Alicia era en realidad la impostora Skrull Lyja). Un enojado Grimm se revuelca en la lástima por sí mismo por un tiempo, más tarde acompañando a los Vengadores de la Costa Oeste, y de hecho uniéndose al equipo por un tiempo. Eventualmente, regresa a su familia sustituta como líder de los Cuatro Fantásticos cuando el Sr. Fantástico y la Mujer Invisible abandonan el equipo para criar a su hijo Franklin, momento en el que Ben invita a Crystal y a Ms. Marvel II (Sharon Ventura) para ocupar sus lugares. Poco después Sharon y Ben son irradiados con rayos cósmicos, y Sharon se convierte en la She-Thing, una criatura de piel abultada como la de Ben en sus primeras apariciones, mientras que Ben muta en una nueva forma más rocosa y poderosa.
Después de ser mutado aún más en la forma rocosa más monstruosa, Ben es brevemente cambiado a su forma humana, y devolvió el liderazgo de los Cuatro Fantásticos a Reed Richards. Grimm una vez más volvió a su forma rocosa naranja tradicional, por amor a Ms. Marvel. Sigue siendo un miembro constante de los Cuatro Fantásticos.

### En el siglo XXI
En un cómic de Los Cuatro Fantásticos publicado en 2005, Ben descubre que tiene derecho a una gran suma de dinero, su parte de la fortuna de los Cuatro Fantásticos, que Reed Richards nunca había tocado, ya que tenía las acciones de los demás miembros del equipo (que eran sus familiares) para pagar varias deudas del grupo.
The Thing utiliza su recién descubierta riqueza para construir un centro comunitario en su antiguo barrio en Yancy Street, el «Grimm Youth Center». Pensando que el centro lleva el nombre del propio Thing, la pandilla de la Yancy Street planea pintar grafitis por el exterior del edificio, pero descubren que el edificio en realidad fue nombrado en honor de Daniel Grimm, el hermano mayor fallecido de Ben y exlíder de la pandilla. La relación entre los pandilleros de la calle Yancy y la Cosa se ve reconciliada efectivamente, o al menos cambiada a una rivalidad alegre y más afable (como lo ejemplifica el final cómico, en el que los pandilleraos de la calle Yancy pintan con aerosol a la Cosa mientras duerme).
Algunos rasgos de la personalidad del adorable cascarrabias, ocasional fumador de puros y judío nativo del Lower East Side son reconocidos popularmente como inspirados por los de co-creador Jack Kirby, quien en entrevistas afirmó que pretendía que Grimm fuese un alter ego de sí mismo.

### Guerra Civil/La Iniciativa
Inicialmente en la historia Guerra Civil de 2006, Ben es un miembro reticente del bando pro-registro de Iron Man en la controversia sobre la Ley de Registro de Superhumanos de 2006, hasta que fue testigo de una batalla en la Calle Yancy en donde las fuerzas del Capitán América intentan rescatar a aliados capturados que son retenidos por las fuerzas de Iron Man. Los viejos enemigos de los Cuatro Fantásticos, el Pensador Loco y el Amo de las Marionetas intentan escalar la batalla, usando a un miembro de la pandilla de Yancy, manipulado mentalmente, para que entregue una bomba. El joven muere y Ben recrimina duramente a ambos bandos por no preocuparse de los civiles atrapados en el conflicto. Anuncia que si bien piensa que el registro está mal, tampoco va a luchar contra el gobierno y por tanto dejará el país para irse a Francia. Mientras está en este país, conoce a  Les Héroes de Paris (Los Héroes de París).
Ben regresa a Nueva York mientras ambos bandos libran una batalla en la ciudad. Sin ningún interés en unirse a ninguno de los bandos, Ben se enfoca en proteger a los civiles de daños.
En Cuatro Fantásticos #543 (marzo de 2007) Ben celebra el 11° aniversario de los Cuatro Fantásticos junto con la Antorcha Humana, y luego con Reed y Sue, que llegan tarde. Las consecuencias de la Guerra Civil todavía se sienten en este número, Ben y Johnny (e incluso Franklin) considerando el futuro del equipo y del matrimonio de Reed y Sue. Cuando Reed y Sue llegan cerca del final del número, anuncian que van a tomarse un descanso del equipo y que han encontrado a dos miembros de reemplazo: Pantera Negra y Storm de los X-Men. El título de la historia en este número es una cita de Ben, «Vamos, Suzie, no nos dejes colgando».
Ben Grimm fue uno de los portadores del féretro en la ceremonia fúnebre del Capitán América, junto con Tony Stark, Ms. Marvel, Rick Jones, T'Challa y Sam Wilson.
Ben se ha identificado como el Número 53 de los 142 superhéroes registrados que aparecen en la cubierta del cómic Avengers: The Initiative #1.

### «World War Hulk»
Si bien no tiene nada que ver con la desaparición en el espacio de Hulk, Ben jugó un papel importante en la historia siguiente, World War Hulk. Ben se enfrenta a Hulk para ganarle a Reed Richards el tiempo necesario para completar sus planes contra éste. Ben da sus mejores golpes, pero Hulk recibe sus golpes sin disminuir la velocidad. Hulk procede a noquear a Ben golpeando ambos lados de su cabeza simultáneamente. Posteriormente se lo ve cautivo en el Madison Square Garden, que Hulk ha convertido en una arena de gladiadores, con un disco de obediencia instalado en él.
Liberado de su encarcelamiento, Ben, Spider-Man y Luke Cage atacan a los Warbound, Ben peleando contra Korg. Su batalla termina en un abrupto final cuando Hiroim repara el daño a la isla de Manhattan, sacando la energía para hacerlo de Ben y Korg.

### Secret Invasion
En la miniserie Secret Invasion: Fantastic Four, la skrull Lyja, haciéndose pasar por Sue, envía el Edificio Baxter, con todo y Ben, Johnny, Franklin y Valeria en su interior, a la Zona Negativa. No mucho después de su llegada, Ben tiene que proteger a Franklin y Valeria de una inminente embestida de insectos gigantes. Con la ayuda del Tinkerer, a quien Ben había liberado de la Prisión de la Zona Negativa (pero sin Lyja, que se quedó atrás), pudieron regresar al Universo Marvel regular justo después de que la invasión había terminado.

### Edad heroica
Tras el Asedio de Asgard, Luke Cage le pide a Ben que sirva en su equipo de Vengadores. Aunque Ben declara que su lealtad siempre será con los Cuatro Fantásticos, Cage confirma que no le está pidiendo a Ben que renuncie a su equipo original, sino simplemente sugiriendo que Ben divida su tiempo entre los dos equipos, tal y como Wolverine divide su tiempo entre los X-Men y los Vengadores.

### Fear Itself
Durante la historia del 2011 "Fear Itself", Ben levanta uno de los siete martillos caídos de la Serpiente y se convierte en Angrir: Destructor de Almas. En esta forma, luego destruye la calle Yancy y la Torre de los Vengadores, y lucha contra Spider-Man, Mister Fantástico y la Mujer Invisible, antes de enfrentarse a Thor, que lo hiere gravemente antes de derrotar a Hulk. Franklin luego usa sus poderes para restaurar a Ben a su ser normal, libre de la posesión de la Serpiente.

### Original Sin
En la historia del 2014 Original Sin, después de aprender del ojo del asesinado Uatu que Johnny Storm ha saboteado sin querer un experimento que podría haber permitido Grimm volver a ser humano, Ben es encontrado habiendo asesinado al parecer al Amo de la Marionetas; el crimen fue cometido en una habitación sellada que incluso Reed Richards apenas si podía penetrar y con Alicia Masters como la único testigo. Aunque Ben afirma ser inocente, su depresión por los recientes acontecimientos lo lleva a aceptar ser encarcelado en la Balsa. Aunque los amortiguadores de poderes en la Balsa restringen su fuerza a un nivel más manejable, es atacado por varios otros superhumanos de piel gruesa, entre ellos el Armadillo y Ironclad, por órdenes de la actual «jefa» de la prisión, Sharon Ventura, la She-Thing. Eventualmente, Ben se alía con el Hombre de Arena y logra escapar de la prisión con la ayuda de un plan coordinado por la She-Hulk y Ant-Man, permitiéndole reunirse con Sue y Johnny para investigar el reciente secuestro de Reed, revelando que el Amo de las Marionetas muerto había venido de la Tierra alternativa que Franklin había creado.

### Después deSecret Wars
Al desintegrarse los Cuatro Fantásticos en medio de las secuelas de la historia de Secret Wars (2015), la Cosa trabaja con los Guardianes de la Galaxia, y la Antorcha Humana actúa como embajador con los Inhumanos y haciendo parte de los Uncanny Avengers.
Durante la historia "Imperio Secreto" de 2017, la Cosa aparece como miembro del Clandestino, que es un movimiento de resistencia contra HYDRA desde que tomaron control de los Estados Unidos, hasta que el Capitán América regresa, poniendo fin a los imperios de HYDRA y derrotando a su contrapartida de HYDRA.

### Regreso a los Cuatro Fantásticos
Para ayudarle a la Cosa a afrontar la desaparición de Mister Fantástico y Mujer Invisible, Antorcha Humana lo lleva en un viaje por el Multiverso utilizando el Multisect para encontrarlos. No logran encontrar al Señor Fantástico y Mujer Invisible y regresan a la Tierra-616 con las manos vacías. La Cosa y Antorcha Humana se vuelven a reunir con Mister Fantástico y Mujer Invisible para ayudarles (junto a otros superhéroes que hicieron parte del equipo) a combatir el Doliente al Final de Todas las Cosas después de que Mr. Fantástico persuadiera al Doliente para que lo dejase convocar a la Mole y Antorcha Humana. Al regresar la Cosa y sus compañeros de equipo finalmente a la Tierra-616, mientras que la Future Foundation se queda atrás para seguir aprendiendo sobre el Multiverso, la Cosa les revela que Alicia y él han decidido casarse y su matrimonio ocurrirá pronto. En tanto el Edificio Baxter es ahora propiedad de un nuevo equipo de superhéroes, Fantastix, la Cosa permite a sus compañeros usar la calle Yancy como su base de operaciones actual.

## Relaciones
La Cosa es generalmente bien apreciada por otros héroes dentro del universo de Marvel. La relación de Grimm con sus compañeros de equipo ha sido estrecha pero a veces tensa dado su temperamento. Él y Johnny Storm (la Antorcha Humana) a menudo discuten y chocan.
El primer interés amoroso de Grimm fue la ciega Alicia Masters, y él estaba intensamente celoso de ella. Cuando Johnny comenzó una relación con Alicia Masters y se comprometieron, Grimm estaba molesto. Sin embargo, tuvo que admitir que, a diferencia de él y su cuerpo cubierto de piedras, Johnny podría "ser un hombre". Acordó actuar como el padrino en su boda. La relación entre Alicia y Johnny terminó con la revelación de que la Alicia de la que Johnny se enamoró era en realidad Lyja, un miembro de la raza alienígena conocida como los Skrulls. La verdadera Alicia, que se mantuvo en animación suspendida, fue rescatada por los Cuatro Fantásticos y se reunió con Thing.
Ben comenzó a salir con una maestra llamada Debbie Green. Ben pronto le pidió a Debbie que se casara con él, y ella aceptó. Más tarde la dejó en el altar cuando se da cuenta de los peligros de las esposas de los superhéroes. Grimm es el mejor amigo de Reed Richards, a quien se dirige con el apodo de "Stretch", debido a la altura natural de Richards y su capacidad para estirar su cuerpo. Sin embargo, Grimm también responsabiliza a Reed por su condición, ya que Richards había descartado el peligro potencial de los rayos cósmicos que les daban sus poderes, aunque Grimm los había tomado muy en serio. En momentos de verdadera frustración hacia Reed, Grimm se refiere a él simplemente como "Richards".
Grimm es el padrino de Reed y el hijo de Sue, Franklin, quien cariñosamente lo llama "Unca Ben".

## Poderes y habilidades
- Ben posee fuerza, durabilidad y resistencia sobrehumanas, todo esto debido a que la tormenta de rayos cósmicos aumentó la densidad y resistencia de sus huesos, músculos, piel y órganos internos. Este aumento de densidad es el que hace que su aspecto sea similar al de un ser formado de piedra. Su fuerza se fue incrementando considerablemente desde sus primeros años de carrera. Actualmente su capacidad de fuerza no se ha definido, sin embargo ha podido ir mano a mano con Hulk pese a que este es considerado el ser más fuerte de la Tierra, y en algunas ocasiones incluso haberlo derrotado tras haber estado manteniendo un duro combate;[76][77][78] ha podido levantar y lanzar una Pirámide del Museo del Louvre de 180 toneladas pero según el escritor de cómics Mark Waid, Ben puede levantar entre 60.000 y 70.000 toneladas.
- Puede resistir fuerzas explosivas tan grandes como la de una bazuca sin recibir daño alguno. Se le cayó encima un rascacielos y salió ileso, también se ha demostrado capaz de resistir un golpe del mazo Mjölnir de Thor sin daños aparentes.
- Su cuerpo puede soportar temperaturas extremas (tanto frío como calor), así como una gran presión durante aproximadamente una hora.
- Sus pulmones tienen más volumen que el de un humano normal, por lo cual puede aguantar la respiración durante unos 9 minutos.
- Puede realizar una actividad física intensa durante más o menos una hora antes de fatigarse.
- Sus reflejos siguen siendo los de una persona normal a pesar del incremento en su masa corporal.
- Sus cinco sentidos pueden aguantar una gran cantidad de estímulos sensoriales sin perder su sensibilidad.
- Puede dar grandes saltos no tan grandes como Hulk pero si de unas decenas de metros.

Ben mantiene varias habilidades adquiridas antes de su transformación, entre ellas se encuentra una gran experiencia en combate mano a mano y la capacidad de conducir muchos tipos de transportes aéreos. Su estilo de combate incluye técnicas de boxeo, lucha libre, judo, jiu-jitsu, y también su entrenamiento militar, todo esto lo vuelve un luchador formidable.

## Versiones alternativas

### Universo Ultimate
En el universo Ultimate de Marvel, Ben es amigo de Reed desde su niñez. Ambos acudieron a la misma escuela. Ben protegía a Reed de los niños que querían molestarlo y Reed ayudaba a Ben con su tarea.
En la universidad Ben fue invitado a observar un experimento realizado por Reed relacionado con la teletransportación, el cual salió mal. Como resultado Ben adquirió su apariencia rocosa y aumentó su fuerza, volviéndolo casi invulnerable al daño físico y muy resistente a situaciones fisiológicas extremas (por ejemplo, puede respirar en un ambiente tóxico).

### 1602
En esta realidad, Ben Grimm era miembro de los 4 Fantásticos. Poco después de irse del barco, la tripulación (excepto Reed Richards, Ben Grimm, Susan Storm y Johnny Storm) afirmó que una luz baño el barco, y poco después obtuvieron los poderes. Sin embargo, fue, junto con el resto del grupo, atrapado durante años por el Dr. Doom.

### MC2
En la línea de tiempo futura alternativa del universo Marvel publicada bajo el sello MC2, Ben sigue siendo miembro de los Cuatro Fantásticos, cuya lista se ha ampliado para convertirlos en Los 5 Fantásticos. En este futuro, está casado con Sharon Ventura y tiene un par de hijos gemelos de ella (Jacob y Alyce), aunque ahora están divorciados. Aparece junto al F5 cada vez que aparecen en la serie Spider-Girl y miniseries relacionadas.

## Otros medios

### Televisión
- La Cosa es un personaje regular en la caricatura Fantastic Four de 1967, con la voz de Paul Frees.
- La Cosa es un personaje regular en la caricatura de Fantastic Four de 1978, con la voz de Ted Cassidy.
- 1979 La Cosa/La Mole protagonizó una serie de televisión de dibujos animados producida por Hanna Barbera. Aquí no aparecían el resto de los 4 Fantásticos y el personaje llamado Benjy Grimm estudiaba en un colegio. Al juntar dos mitades de un anillo y decir Anillos de poder, La Mole quiero ser o en versión latina de México Anillos de roca la mole quiero ser se convertía en La Mole, aunque esta solo duró 13 episodios.
- Ha sido también uno de los protagonistas de las varias series de dibujos animados sobre los Cuatro Fantásticos, destacando la de 1994 como la más popular. Una nueva serie sobre los personajes se comenzó a emitir en EE. UU. en 2006.
- Aparece en Spider-Man, la Serie Animada, con la voz de Patrick Pinney. Aparece durante la historia de "Las Guerras Secretas" junto con el resto de los Cuatro Fantásticos. La Mole juega un papel importante en el conflicto final con el Doctor Doom al capturar a la Mole en New Latveria y lo devuelve a su forma humana mientras le proporciona un dispositivo de muñeca especial que le permite cambiar a voluntad. Doctor Doom utiliza la información que le da a Ben para robar el poder del Beyonder y sólo es derrotado cuando él le da su propia arma. Después de que el lado de Spider-Man se declare victorioso y sus aliados sean devueltos a la Tierra, la Mole comentó que perdería su habilidad para cambiar de nuevo a Ben Grimm.
- También hace una aparición de un solo episodio en la caricatura de Incredible Hulk en la década de 1990, con Chuck McCann repitiendo a La Cosa. El episodio parece ubicar a este programa en la misma continuidad con la caricatura de Los Cuatro Fantásticos de la misma década en que este episodio muestra la aparición de Hulk en el otro programa. She-Hulk coqueteaba con él, pero Ben decidió reavivar su relación con Alicia Masters. La Cosa también cayó en las bromas de la pandilla de Yancy Street.
- Dave Boat expresa algo en The Super Hero Squad Show. Él hace un cameo con los otros cuatro miembros de los Cuatro Fantásticos en el episodio piloto del programa, y tiene un papel mucho más importante en el segundo episodio en el que ayuda a salvar a Silver Surfer.[80]
- En la serie de 2010 The Avengers: Earth's Mightiest Heroes aparece en el episodio "El Cofre de los Antiguos Inviernos", con la voz de Fred Tatasciore. Él y la Antorcha Humana ayudan a los Vengadores a luchar con los monstruos de hielo después de que Malekith el Maldito abriera el ataúd de antiguos inviernos. La Mole vuelve junto al resto de los Cuatro Fantásticos en el episodio "La Guerra Privada del Doctor Doom". Él y Hulk tienen una rivalidad algo infantil porque la Mole nunca lo golpeó en una pelea. La Mole se une a los Nuevos Vengadores en el episodio del mismo nombre después de que los Vengadores originales son atrapados por Kang el Conquistador. La Mole y los Cuatro Fantásticos ayudan a los Vengadores en luchar contra Galactus y sus heraldos en el final de la temporada 2 "Vengadores Unidos".
- Aparece en la serie de 2013 de la segunda temporada de Ultimate Spider-Man, episodio 14: "El Increíble Hulk-Araña", expresado de nuevo por Dave Boat. Cuando Spider-Man (mente cambiado en el cuerpo de Hulk por Mesmero) termina en la ciudad, es atacado por la Mole cuando fue llamado por Nick Fury para tratar de contener a Hulk. Spider-Man, Hulk (que está en el cuerpo de Spider-Man) y la Mole eventualmente aclaran las cosas, esquivan a Mesmero, y lo obligan a cambiar las mentes de Spider-Man y Hulk.
- Aparece en la serie de 2013 de la primera temporada de Hulk and the Agents of S.M.A.S.H., Dave Boat retomó su papel. En el episodio 4: "El Coleccionista", él es visto jugando al póquer con Hulk, Red Hulk y She-Hulk. Él es capturado junto a ellos y es tomado por el Coleccionista para ser una parte de su colección. Los Agentes de SMASH y Spider-Man lo liberan junto con los otros héroes. En el episodio 12, "Dentro de la Zona Negativa", ayuda a Hulk a ir a la Zona Negativa en buscar una cura para los Hulks antes de que sea tarde siendo enfrentados por el Líder y el episodio 25 "Monstruos nunca más", la Mole estaba con los Cuatro Fantásticos cuando ellos y los Agentes de SMASH luchan contra los Tribbitites.
- Aparece en la serie de 2013 de la primera temporada de Avengers Assemble, con la voz de Dave Boat, en el episodio 14: "El Día Libre de Hulk". Se revela que la Mole y Hulk van a jugar bolos en una bolera en Yancy Street.

### Cine
- Aparece en una película de 1994 producida por Roger Corman. Fue interpretado por Michael Bailey Smith en su forma humana y por Carl Ciarfalio en su forma rocosa. La película finalmente no fue lanzada al mercado debido a su escasa calidad, pero hay copias circulando por internet.
- En el 2005 Producción cinematográfica estadounidense Los 4 Fantásticos (película), La Cosa/La Mole es interpretada por el actor Michael Chiklis. En esta película, se da una pequeña explicación de por qué sus alteraciones físicas son las más graves de todo el equipo, ya que está expuesto a la nube cósmica con la menor cantidad de protección, estando fuera de la estación espacial realizando encuestas mientras el resto del el equipo estaba adentro cuando golpeó la tormenta. Se cura brevemente de su "condición" cuando Victor von Doom impulsa una cámara hecha por el mismísimo Mr Fantástico que puede negar la radiación cósmica que lo transforma. Después de enterarse de que Doom perfeccionó el proceso para que pudiera drenar el poder de la cosa y usarla para mejorar la suya (antes de esto, se suponía que Doom no había sido afectado por la nube ya que estaba en el núcleo blindado de la estación), Grimm se somete a la cámara nuevamente para poder convertirse en la Cosa. En esta película, en lugar del Lower East Side, se comprometió antes de su transformación, con su prometida dejándolo, ya que no puede hacer frente a su cambio y Ben se encuentra con Alicia mientras bebe en un bar.
- En el 2007, aparece en la secuela de la película de 2005, llamada Los 4 Fantásticos y Silver Surfer, en la que ha aceptado su apariencia, aceptando bromas ocasionales sobre su relación con Alicia. Brevemente intercambia poderes con Johnny para demostrar la extraña condición de Johnny, los poderes de Johnny se han vuelto inestables después de su encuentro con el Silver Surfer. Cuando Victor se muestra a sí mismo, Ben inmediatamente lo acusa y amenaza con romperle el cuello. Posteriormente, es uno de los tres que le permite a Johnny tomar sus poderes, usando una grúa para ayudar a Johnny a separar a Doom de la tabla del Surfer, mientras Reed se queda con la lesionada Sue.
- Aparece en el reboot de 2015 interpretado por Jamie Bell.[81][82] Cuando él y Reed trabajan en un prototipo de teletransportador, atraen la atención del director de la Fundación Baxter, Franklin Storm. Durante una misión al Planeta Cero, Ben se transforma en una forma rocosa. Aunque Reed ve a Ben en su estado mutado, no pudo liberarlo cuando se disparó la alarma sobre la fuga de Reed. Reed promete regresar por Ben. Un año después, se le mostró a Ben participando en la detención de guerras. Cuando Susan Storm encuentra a Reed, Ben es enviado con el gobierno a Sudamérica, donde Ben logra llevar a Reed a la inconsciencia. Mientras es llevado al Área 57, Reed se disculpa con Ben por no encontrar una cura para él. En el momento en que Victor von Doom regresa del Planeta Cero y planea usarlo en la Tierra, Ben ayuda a Reed, Susan y Johnny a luchar contra Victor.
- La Mole aparece en la película del Universo cinematográfico de Marvel (UCM) Los Cuatro Fantásticos: primeros pasos (2025) y repetirá el papel en Avengers: Doomsday (2026) y Avengers: Secret Wars (2027), interpretado por Ebon Moss-Bachrach.[83][84]

### Videojuegos
- La primera aparición de The Thing en videojuegos fue en 1984 en el juego de aventuras Scott Adams Questprobe con Human Torch and the Thing que fue lanzado para las siguientes plataformas de 8 bits: Amstrad CPC, Apple II, Atari de 8 bits, Commodore 64, ZX Spectrum y una versión DOS para PC.
- La primera aparición en la consola de The Thing fue un cameo en el juego Spider-Man basado en la serie animada de Spider-Man 1994 para Sega Mega Drive y el sistema de entretenimiento Super Nintendo. Después de alcanzar ciertos niveles del juego, el jugador puede invocar la Cosa un número limitado de veces para ayudar a los enemigos.
- Un malvado doppelganger de la Cosa aparece como un enemigo en Marvel Super Heroes: War of the Gems para la SNES.
- La Mole es un personaje jugable en el juego Fantastic Four para PlayStation.
- La Mole también se puede jugar en el juego basado en la película de 2005, expresada por Michael Chiklis con su apariencia clásica expresada por Fred Tatasciore en los niveles de bonificación. En un nivel, Thing volvió a su identidad habitual de Ben Grimm y tuvo que evitar los robots de Doom para reactivar la cámara y devolverlo a la Cosa.
- La Mole y la Antorcha Humana son personajes jugables en el juego de lucha Marvel Nemesis: Rise of the Imperfects.
- La Mole es también un héroe jugable en el juego Marvel: Ultimate Alliance interpretado por Gregg Berger. Tiene un diálogo especial con Rhino, Antorcha Humana, Karnak, Black Bolt, Lockjaw, Crystal, Uatu y Visión. Los disfraces disponibles para él son su disfraz clásico, su disfraz Ultimate, su disfraz original y su disfraz moderno. Un disco de simulación tiene una cosa que protege al Sr. Fantástico de Rhino en la Base SHIELD Omega.[85]
- La Mole es un personaje jugable en Fantastic Four: Rise of the Silver Surfer interpretado por Joey Camen.
- La Mole aparece en Marvel: Ultimate Alliance 2, nuevamente sonado por Fred Tatasciore. Al igual que en los cómics, Thing intenta mantenerse neutral con respecto a la Ley de Registro de Superhéroes, ya que no está disponible en el Acto 2 cuando la Ley entre en vigencia, aunque vuelve a estar disponible durante una misión que involucra un convoy de prisión sobrehumano que se mueve por Nueva York. Si el jugador es Anti-Registro, la Cosa aceptará ayudarlos luego de presenciar el uso de supervillanos controlados por nanite como parte del uso del Pro-Registro como agentes. Si el jugador es Pro-Registration, se pone del lado de ellos después de que la White Star (agentes renegados de SHIELD que trabajan con las fuerzas del Capitán América) pone en peligro a los civiles al intentar derribar al equipo.
- Apareció en tres juegos de pinball virtuales para Pinball FX 2 lanzados por Zen Studios. El primero fue Fantastic Four,[86] mientras que el otro eran juegos que formaban parte del Marvel Pinball: Avengers Chronicles. Los juegos son World War Hulk[87] y (como Angrir: Breaker of Souls) Fear Itself.[88]
- La Mole aparece en el videojuego Marvel Super Hero Squad, con la voz de Dave Boat.
- La Mole es un personaje jugable en Marvel Super Hero Squad Online, con la voz de Dave Boat.
- La Mole está disponible como contenido descargable para el juego LittleBigPlanet, como parte de "Marvel Costume Kit 1".[89]
- La Mole es un personaje jugable del MMORPG Marvel Heroes, con la voz de Dave Boat.
- La Mole aparece como un personaje jugable en Lego Marvel Super Heroes,[90] expresada nuevamente por Dave Boat. Una misión extra lo ayudó a Spider-Man a luchar contra Lagarto en la Reptile House del zoológico de Central Park.

## Recepción
En 2011, IGN clasificó la cosa 18 en los «100 mejores héroes de los cómics», y 23 en su lista de «Los Mejores 50 Vengadores» en 2012. Thing fue puesto en el décimo lugar de la lista de la revista Empire de los cincuenta mejores personajes de los cómics en 2008.
La Mole ocupó el puesto número 2 en una lista de personajes monstruosos de Marvel Comics en 2015.
En 2022, Screen Rant incluyó a The Thing en su lista "MCU: 10 debuts favoritos de los fanáticos más deseados esperados en la saga del multiverso".
Lee señaló más tarde que La Mole era el personaje más popular de Los Cuatro Fantásticos; supuso que el personaje encajaba en el arquetipo grotesco clásico, de la misma manera que Quasimodo era más popular que Claude Frollo, Esmeralda o los personajes más "glamorosos" de El jorobado de Notre Dame. Para su siguiente creación de superhéroe, se basó deliberadamente en esa popularidad al crear al igualmente monstruoso Hulk.